# Kinnegad
Kinnegad (Cionn Átha Gad en irlandès, que vol dir "el molí de la mà esquerra") és una ciutat d'Irlanda, capital del comtat de Westmeath, a la província de Leinster. Està a la frontera amb el comtat de Meath, en la cruïlla de les carreteres N6 i N4. Es troba a 60 km de Dublín.